# Carl Orff

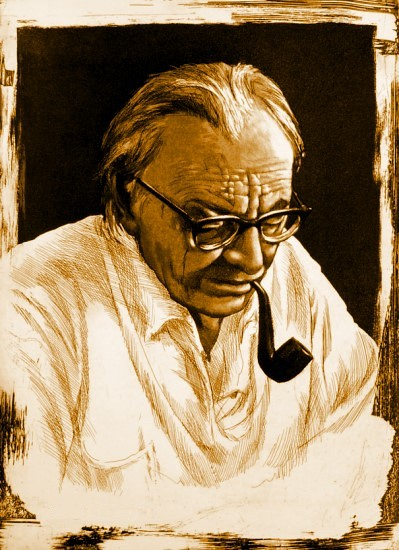
Carl Orff.

Carl Orff (10 tháng 7, 1895 – 29 tháng 3, 1982) là nhà soạn nhạc, nhà sư phạm, nhạc trưởng, nhà lý luận âm nhạc người Đức. Ông là nhà soạn nhạc nổi tiếng với opera Carmina Burana năm 1937.

## Cuộc đời và sự nghiệp
Carl Orff sinh vào năm 1895 tại München, Đức. Orff theo học âm nhạc tại Viện Hàn lâm âm nhạc Munich và có làm việc tại các nhà hát opera. Những năm 1921-1922, ông theo học Kaminsky. Năm 1924, Orff thành lập trường âm nhạc tại quê mình, xây dựng hệ thống giáo dục âm nhạc cho trẻ em bằng cách tổng hợp chuyển động gồm thể dục, múa với âm nhạc. Cũng trong khoảng thời gian này, ông đứng ra xuất bản nhiều bản opera của Monteverdi, sáng tác cantata, vào năm 1937, vở opera Carmina Burana được trình diễn. Thế là các tác phẩm trước đều bị từ bỏ bởi chính Orff. Tuy nhiên, một số trong đó được phục hồi lại. Từ thời gian này trở đi, ông tập trung sáng tác sân khấu. Ông qua đời vào năm 1982 tại Munich.

## Phong cách sáng tác
Carl Orff là nhà soạn nhạc đậm chất nhân văn. Lĩnh vực sáng tác của ông chủ yếu là sân khấu thuộc nhiều thể loại khác nhau, trong các tác phẩm sân khấu của ông luôn có những hình thức kết hợp độc đáo giữa lối ngâm ngợi, hát, kịch câm, múa và âm nhạc, cả trong những cảnh sân khấu và trong buổi hòa nhạc.

### Danh sách các tác phẩm
- Lamenti
  - Orpheus (1924, chỉnh sửa thêm năm 1939)
  - Klage der Ariadne (1925, chỉnh sửa thêm năm 1940)
  - Tanz der Spröden (1925, chỉnh sửa thêm năm 1940)
- Entrata cho vở kịch, sau "The Bells" sau William Byrd (1539–1623) (1928, chỉnh sửa thêm năm 1941)
- Orff Schulwerk
  - Musik für Kinder (with Gunild Keetmann) (1930–35, chỉnh sửa thêm năm 1950–54)
  - Tanzstück (1933)
- Trionfi
  - Carmina Burana (1937)
  - Catulli Carmina (1943)
  - Trionfo di Afrodite (1953)
- Märchenstücke (Fairy tales)
  - Der Mond (1939)
  - Die Kluge (1943)
  - Ein Sommernachtstraum (1952, chỉnh sửa thêm năm 1962)
- Bairisches Welttheater (Nhà hát thế giới Bavaria)
  - Die Bernauerin (1947)
  - Astutuli (1953)
  - Comoedia de Christi Resurrectione (1956) – Easter Play
  - Ludus de Nato Infante Mirificus (1961) – Nativity play
- Theatrum Mundi
  - Antigonae (1949)
  - Oedipus der Tyrann (1959)
  - Prometheus (1968)
  - De Temporum Fine Comoedia (1973, chỉnh sửa thêm năm 1977)